# (25003) 1998 OZ8
A (25003) 1998 OZ8 a Naprendszer kisbolygóövében található aszteroida. Eric Walter Elst fedezte fel 1998. július 26-án.